# Salvador Cañellas i Gual
Salvador Cañellas i Gual   (Santa Oliva, 1 de desembre de 1944) és un antic pilot català de motociclisme i d'automobilisme, modalitats en què destacà internacionalment durant els anys 60 i 70. Pilot polivalent, triomfà en competicions de motociclisme de velocitat (primer català a guanyar un Gran Premi del Mundial, concretament a Montjuïc el 5 de maig de 1968), resistència (vencedor de les 24 hores de Montjuïc tres vegades), ral·lis automobilístics (campió d'Espanya el 1972) i turismes (campió d'Espanya el 1979). Més tard, participà en el Ral·li Dakar i en curses de camions. El seu fill Salvador també competeix en ral·lis, havent-ne estat subcampió del món júnior el 2003.
Actualment, Cañellas és el màxim responsable de l'escola de pilotatge del RACC al Circuit de Catalunya. El gener del 2022, la Federació Catalana de Motociclisme li concedí el premi Legends en reconeixement de la seva trajectòria motociclista.

## Trajectòria en Motociclisme
A nou anys tingué la seva primera motocicleta, una Mobylette 65 cc que li regalà el seu pare (amo d'una indústria de tintoreria i un apassionat de les motos). De petit, Salvador anava amb son pare a Montjuïc quan s'hi celebrava el Gran Premi i les 24 Hores.
A 16 anys disputà la pujada de muntanya a Les Ventoses (Noguera) amb la Vespa 125 de son pare, obtenint-hi el seu primer triomf i patint la seva primera caiguda. Per tal d'adobar la Vespa accidentada, el seu pare la va portar al concessionari i allí en veié un parell d'equipades amb dorsal de competició. Havent-s'hi interessat, el cap de taller, Jesús Cirera, li explicà que les havien preparades ells mateixos en col·laboració amb un jove enginyer alemany, Peter Ketelsen. D'aquella xerrada en sorgí la possibilitat de comptar amb el seu fill com a "passatger" en el sidecar que havien construït per a l'edició de 1962 de la clàssica pujada de muntanya a Vallvidrera. El pilot era el mateix Cirera (actual concessionari de Suzuki, Triumph i KTM a Barcelona), i amb Salvador Cañellas de passatger s'endugueren el triomf de la categoria. Com que Cañellas volia pilotar, aconseguí que li deixessin una Vespa 125 preparada per a la Pujada a la Rabassada, l'altra clàssica barcelonina. Va guanyar-hi amb autoritat i va marcar-ne el rècord. Mentrestant, havia aconseguit una Derbi 50, la popular "paleta" (que li havia deixat justament el paleta del seu poble, Santa Oliva) amb la qual participà en la seva primera cursa en circuit a Coma-ruga, sense èxit: acabà el darrer.
Aleshores son pare coincidí fortuïtament amb el seu amic Jaume Pahissa, tècnic de Derbi, i per mitjà d'ell pogué adquirir una 75 cc oficial de la marca amb canvi de quatre velocitats, que l'enginyer Ketelsen li preparà per a competició tot rectificant-ne el cilindre i afegint-li un "tubarro". Amb aquella motocicleta, Salvador participà en nombroses pujades de muntanya i en curses urbanes arreu del Principat i del País Valencià. Com que acostumava a guanyar-les, aconseguí que Francesc Tombas (cap tècnic i creador de les Derbi de competició) li subministrés components de potenciació.
A mitjan temporada, Derbi el convidà a córrer la cursa del Campionat d'Espanya de velocitat de Guadalajara amb una 50 cc oficial, acabant-hi segon rere el primer pilot de la marca, Josep Maria Busquets. A banda les petites cilindrades, Cañellas competia també amb una Montesa Impala 175 de sèrie, obtenint-hi excel·lents resultats. Amb aquesta moto, li disputà el triomf absolut a la pujada de Vallvidrera al "Rei de la muntanya" Ricard Fargas: li va guanyar la primera pujada i va perdre la segona per dècimes.

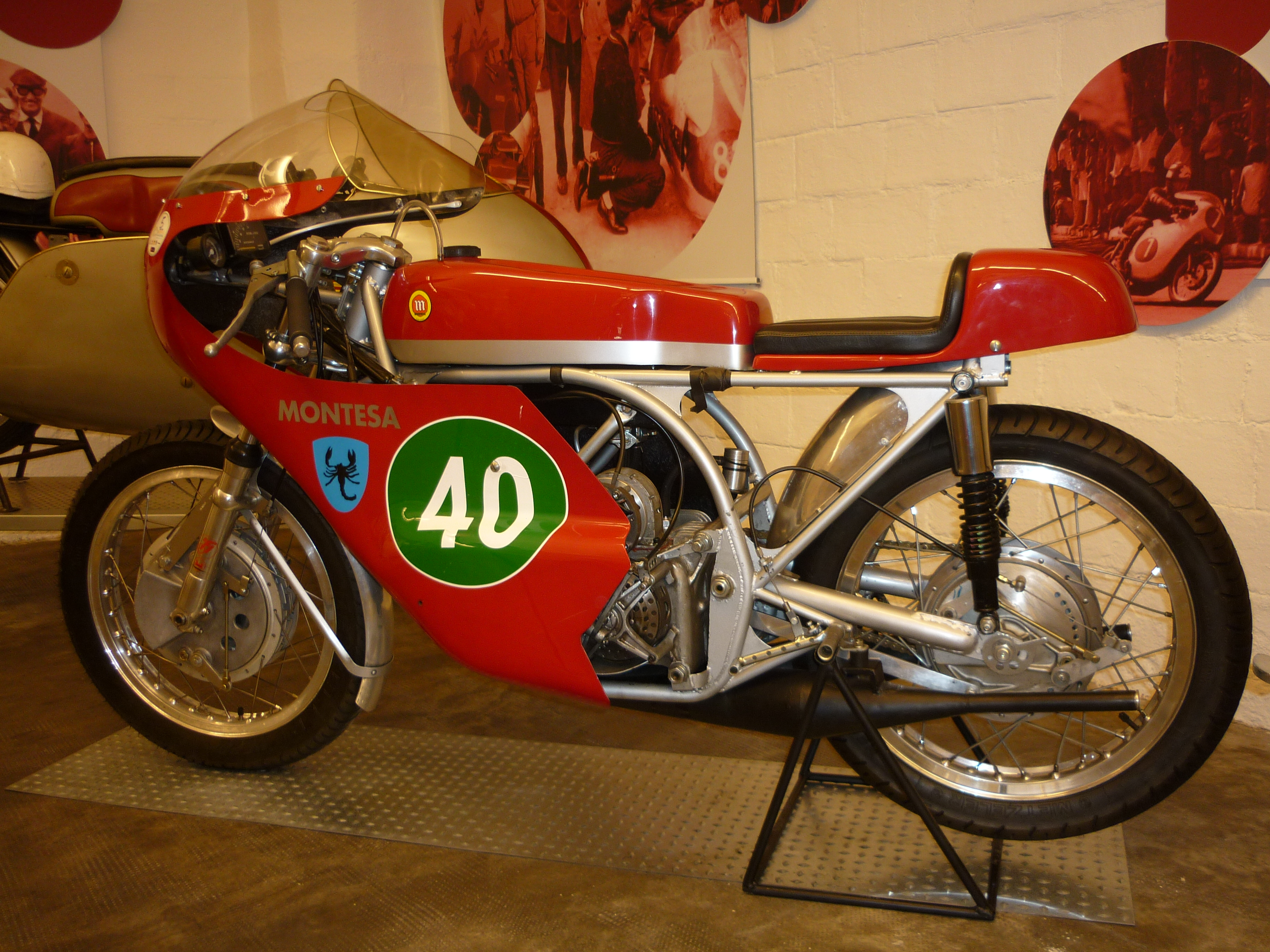
La Montesa 250cc bicilíndrica que pilotà a mitjan dècada de 1960

Gràcies als seus brillants resultats Derbi i Montesa li proporcionaren motos de fàbrica -de moment, sense contracte- per a 1965. Tot i competir en totes les curses de velocitat que podia, aquell any disputà també el Campionat d'Espanya de tot terreny, acabant-hi subcampió rere Carles Giró.
Aquell mateix any va fer el seu debut al Campionat del Món a Montjuïc, al GP d'Espanya amb la Derbi 50. Després d'uns bons entrenaments, se situà en segona línia a la graella de sortida, al costat d'Ángel Nieto (cap dels dos no va acabar la cursa, però).
Durant 1966 i 1967 seguí vinculat a l'equip oficial de Derbi i a Montesa. Frisant per competir en circuits permanents (a l'estat espanyol eren tots urbans), el 1966 convencé en Tombas de provar la 125 cc bicilíndrica en cursa a Bourg-en-Bresse. Més tard, Salvador Cañellas va declarar: «Quan corríem en circuits de debò, les Derbi es trencaven amb freqüència. Llavors se sabia molt poc de materials especials; els coixinets de cigonyal i els pistons eren el punt feble de les motos. Però a Bourg-en-Bresse van aguantar i vaig aconseguir el tercer lloc. Al Gran Premi d'Espanya de 1967, vaig fer el tercer temps d'entrenaments per darrere de les dues Suzuki 50 bicilíndriques oficials (de Hans Georg Anscheidt i Yoshimi Katayama). Era un bon resultat i tenia moltes esperances posades en aquella cursa, però només va durar dues voltes».
En aquell temps les Bultaco TSS 125 i 250 cc oficials dels valencians José Medrano i Ramiro Blanco dominaven les curses estatals, però la Derbi 125 bicilíndrica era molt més potent i ràpida (tot i que poc fiable). Amb la intenció de millorar la TSS de cara a competir internacionalment, els directius de Bultaco contactaren amb Cañellas el 1967 i li oferiren un contracte oficial: «Em parlaren d'un nou motor i d'anar al Mundial. Era un pla interessant i vam acordar els termes per al contracte. En acabar l'any em vaig acomiadar de Derbi i vaig anar a Bultaco disposat a signar el contracte, però em van anunciar que no podien dur a terme l'acord per qüestions financeres. Em vaig haver de conformar amb les TSS convencionals i viatjar amb el meu cotxe, remolc i un mecànic de fàbrica».
Tres setmanes abans del Gran Premi d'Espanya, Cañellas acudí a una cursa internacional a Nogarò (Occitània) per a provar les motos amb què correria a Montjuïc, guanyant-hi en 125 i 250 cc.

### Montjuïc 1968: primera victòria catalana en GP

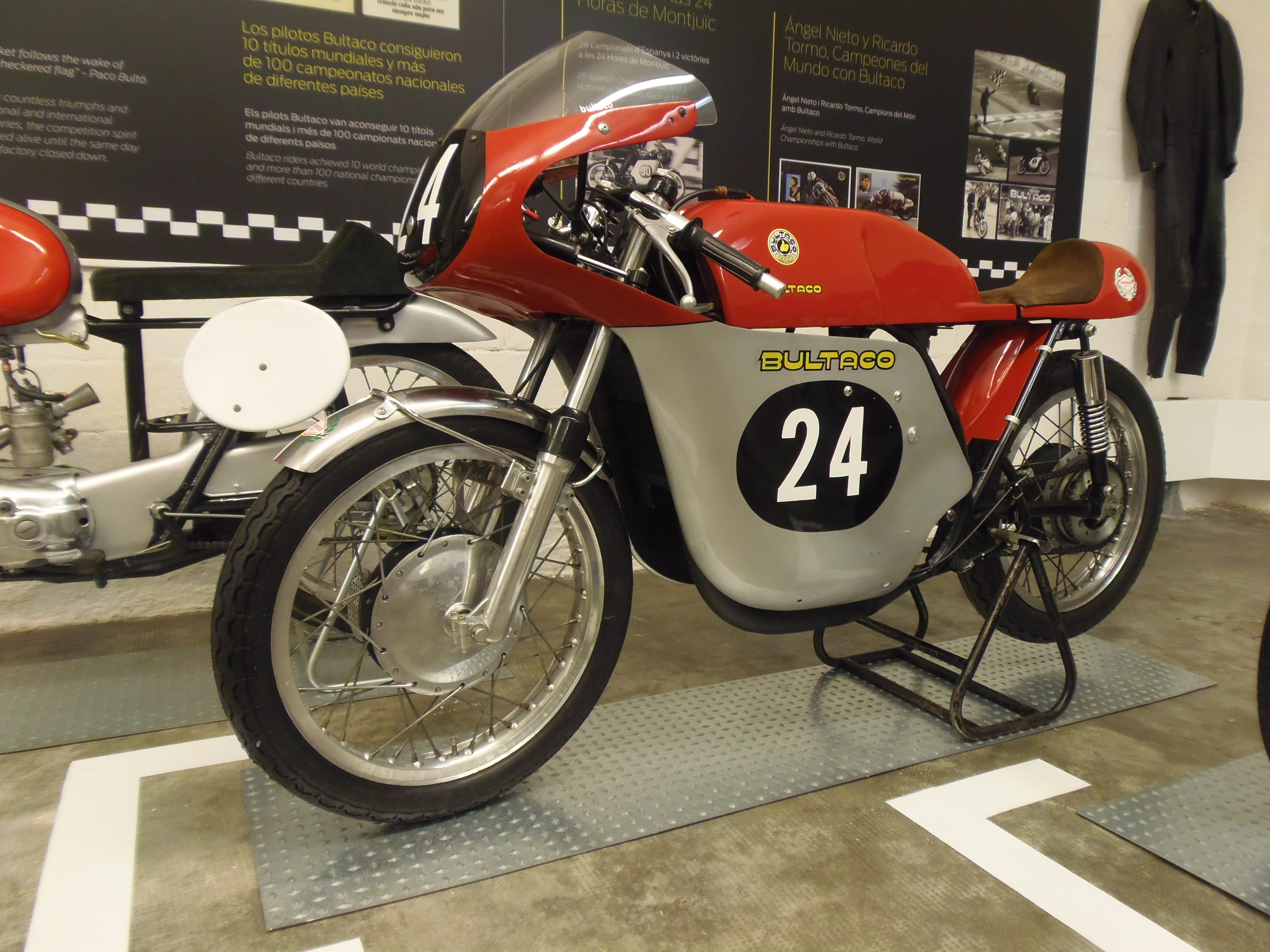
Reproducció de la Bultaco TSS 125 núm. 24 amb què va guanyar el GP d'Espanya de 1968

Aquell any, el Gran Premi d'Espanya s'esqueia el 5 de maig a Montjuïc. Bultaco hi presentà el seu equip oficial, format per Salvador Cañellas, Ginger Molloy, Tommy Robb i Pedro Álvarez. Enfront seu, les Yamaha 2T bicilíndriques amb vàlvula rotativa de Phil Read i Bill Ivy i les MZ de Heinz Rosner, Kent Andersson, Dieter Braun i Jan T. Huberts. En paraules del mateix Cañellas: «Als entrenaments em vaig classificar cinquè i estava en primera línia de sortida. A la cursa, Rosner era al meu darrere i em va avançar, però a la segona volta el vaig passar. Després, vaig superar Andersson a la frenada de l'Angle i me'n vaig anar distanciant. Ni de bon tros veia cap de les dues Yamaha. Després va venir la sorpresa: vaig veure Read aturat i vaig pensar "mira, ja vaig segon". Més tard vaig veure Ivy aturat a l'entrada de Sant Jordi. Vaig travessar la meta amb més de mig minut sobre Molloy. Per a mi era un triomf fictici, aquelles Yamaha estaven a anys llum en tot: potència, velocitat, frens, estabilitat ...». Fou la primera victòria d'un català en un Gran Premi, aconseguida amb una moto també catalana: la Bultaco TSS 125 cc, amb motor de dos temps monocilíndric, canvi de sis velocitats i 29 cv.
Poc després, disputà el Gran Premi dels Països Baixos, el Dutch TT d'Assen, on acabà quart després de perdre el tercer lloc a la darrera volta. Malgrat els bons resultats, a final de la temporada Bultaco abandonà oficialment la velocitat i li proposaren motos i assistència com a pilot privat. Tot i declinar l'oferta, acordaren de repetir la participació a les 24 Hores de Montjuïc amb el prototipus de 360 cc.
En trobar-se sense equip, però, decidí de canviar als cotxes, començant per construir-se un prototipus per a córrer en pujades de muntanya. Amb un petit Goggomobil i un motor de furgoneta DKW (2T tricilíndric, 1.000 cc i 100 cv) es construí un artefacte que anomenà "Ovni". Aquell mateix any s'estrenà la Copa Renault-8 TS i amb un cotxe que li deixaren en guanyà totes les curses tret de la primera.

### Al Mundial amb Derbi
El 1969, Ángel Nieto i Derbi havien guanyat el seu primer títol Mundial de 50cc. De cara a 1970, Derbi oferí a Cañellas el segon lloc a l'equip per tal de suplir la baixa de Santi Herrero, que es volia centrar en la categoria dels 250cc amb OSSA.
Amb la Derbi 50, Cañellas aconseguí podis a Assen, Brno i l'Ulster, però a Monza es fracturà la clavícula en una caiguda. Com que no volia renunciar al GP de Montjuïc, programat pel 27 de setembre, hi va córrer amb un embenat especial. Amb problemes a la sortida, arrencà en darrera posició. Sis o set voltes després ja era segon, rere Nieto, amb les Kreidler oficials al seu rebuf. Nieto hagué d'abandonar a mitja cursa, i Salvador quedà sol contra les motos alemanyes, més potents, aconseguint mantenir-s'hi enganxat fins a la darrera volta quan emprà una tàctica genial: a la sortida del Roserar deixà passar a Jan de Vries, per tal de començar la pujada darrere els dos contrincants i aprofitar així els seus rebufs a la recta de Sant Jordi. Tal com ho havia planejat, a l'entrada superà a De Vries i a la pujada final sortí del rebuf de Rudolf Kunz, fent-li un exterior, i entrà a la meta amb 19 centèsimes (mitja moto) d'avantatge. El seu gran coneixement d'aquell circuit (de fet, arribà a ser conegut com a Rei de Montjuïc) feia que sabés on es podia jugar un triomf "in extremis", tal com feu aquell dia.
Acabà el mundial en quarta posició final i a Derbi li proposaren de seguir un any més com a segon pilot, però ell volia llibertat d'acció a les primeres curses i l'hi van denegar.

### Canvi definitiu a l'automobilisme
Com que no li agradava el paper de comparsa s'estimà més dedicar-se al nou Campionat d'Espanya de Fórmula Nacional 1430. Començava així una brillant trajectòria a l'automobilisme, no tornant a córrer mai més cap altra cursa de motociclisme de velocitat, tret de les de resistència a Montjuïc i a Le Mans.

## "El Rei de Montjuïc"

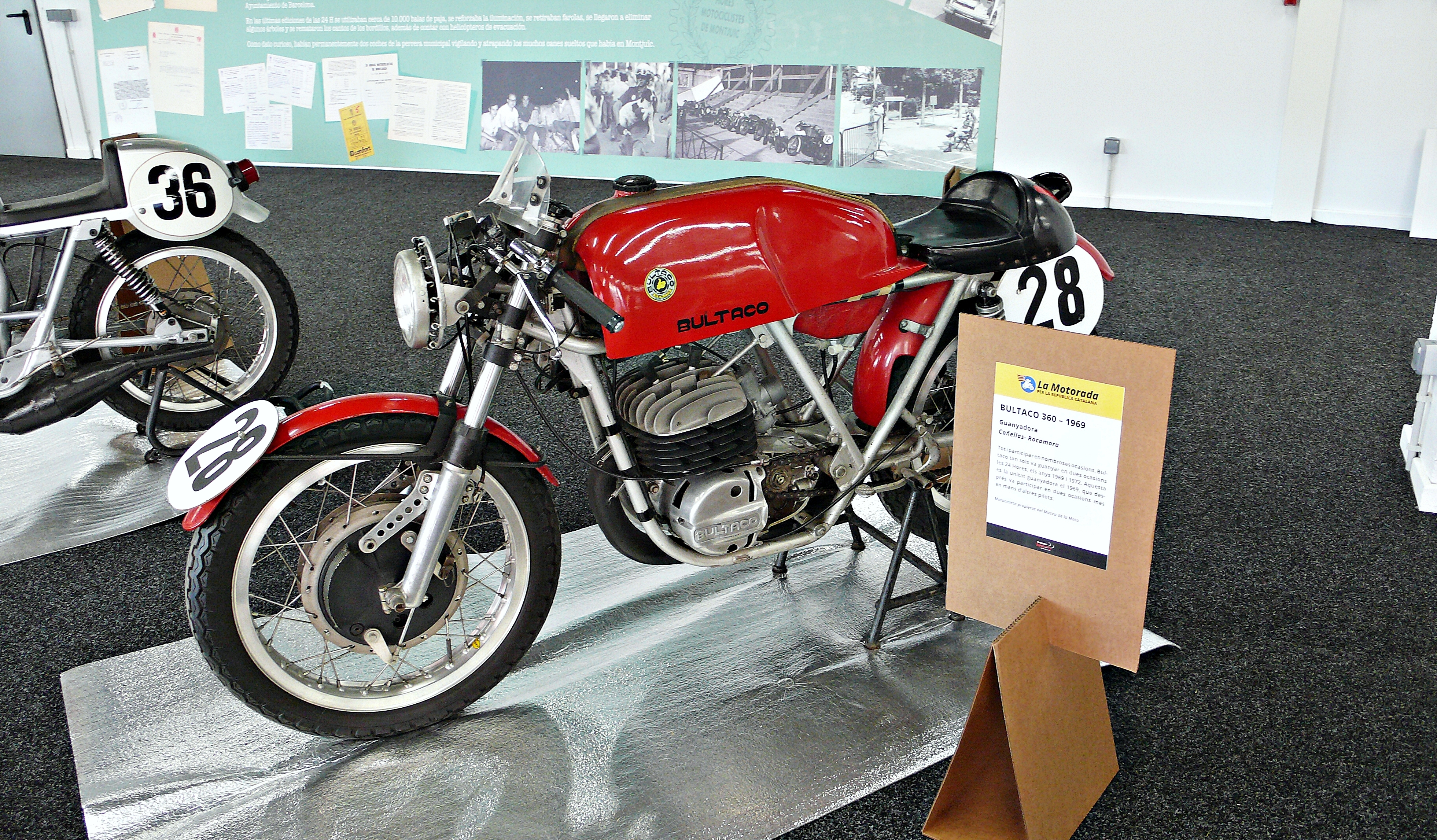
La Bultaco amb què guanyà les 24 Hores de Montjuïc el 1969, fent equip amb Carles Rocamora

El mateix any del seu debut automobilístic, 1969, Cañellas tenia com a màxim compromís les 24 Hores de Montjuïc. Segons digué més tard: «El 1968 havíem dominat la cursa durant 18 hores amb Carles Rocamora i la Bultaco 360. Va ser una gran desil·lusió no acabar perquè la moto anava de meravella i sabia que si no es trencava guanyaríem. Per això vaig acceptar la proposta de Bultaco de repetir el 1969. Aquell any vam manar la cursa amb autoritat des de la primera hora, vàrem batre el rècord a tres quarts d'hora del final i encara hi afegírem 22 voltes més».
El 1973 s'encetà l'era Ducati-Cañellas-Grau. Sobre la moto, Cañellas declarà: «Aquella Ducati era fabulosa per a les 24 Hores: corria, frenava, s'aguantava, era còmoda, ho tenia tot per anar ràpid i guanyar. Va ser una cursa memorable i la repetírem dos anys després davant les Honda, Kawasaki i Japauto dels millors especialistes francesos. Vàrem batre el rècord de 13 voltes. Aquella va ser la meva tercera i darrera victòria a les 24 Hores, però hi hagué quatre ocasions més en què també havia dominat la cursa i quan tenia el triomf a l'abast la mecànica defallí».
La darrera cursa motociclista en què participà fou l'edició de 1981 de les 24 Hores, a 36 anys. Aquell any, Ducati prepararà una moto potenciada per a ell i Benjamí Grau, per mirar de batre les potents motocicletes japoneses dels francesos. Durant els entrenaments, fent proves de pneumàtics, Cañellas patí una violenta caiguda en què es fracturà l'Apòfisi de l'os Atles. A partir d'aleshores, es dedicà exclusivament a l'automobilisme.

## Trajectòria en Automobilisme
Encadenant amb la seva ratxa d'èxits en moto, el 1972, el seu primer any de dedicació plena als cotxes, guanyà la Fórmula 1430 (una competició de monoplaces disputada en circuits).
A partir d'aquell moment, decidí de centrar-se en els ral·lis, guanyant aquell any el Campionat d'Espanya de l'especialitat. Entre els seus resultats més destacats en aquella època cal destacar-ne les victòries als ral·lis de Catalunya (1973), Ral·li d'Oviedo (1974) i Falles (1975). Aquell mateix 1975 aconseguí la tercera plaça a les 24 Hores d'Ypres, el primer ral·li europeu en què competia SEAT. El 1976, Cañellas seguí com a segon pilot de l'equip oficial de SEAT.
El 1977, amb el 124, assolí un dels resultats més importants de la seva carrera esportiva, la quarta plaça al Ral·li de Montecarlo just darrere el seu company d'equip Antoni Zanini i superats només pel Lancia Stratos de Sandro Munari i el FIAT 131 Abarth de Jean-Claude Andruet. El 1978 acabà tercer al Ral·li de Polònia.
A mitjan dècada de 1980, Cañellas fou un dels primers catalans a competir en cotxe al Ral·li Dakar, tal com feu també Joan Porcar. El 1986 ho feu en categoria de camions amb un Pegaso, aconseguint la victòria de la categoria 10T i el tercer lloc de la general. El 1985 i 1987 hi competí en cotxes amb un Range Rover i el 1986 amb un camió Pegaso.
El 1988 canvià d'especialitat i entrà a formar part del primer equip oficial de Pegaso en curses de camions en circuit, fent parella amb Juan Escavia al volant dels Troner negres. Entre 1988 i 1992 aconseguí diverses victòries parcials (arribant a participar en el Campionat d'Europa el 1989) i mantenint una trajectòria ascendent que es veié estroncada amb la venda de Pegaso a Iveco i la retirada de la de la competició d'aquesta marca.

## Palmarès

### Motociclisme
- 1965: Subcampió d'Espanya de Tot Terreny (actualment anomenat enduro)
- 1968: Victòria al GP d'Espanya de 125cc (Montjuïc, Bultaco) i 5è classificat al Mundial de 125cc[8]
- 1969: Victòria a les 24 Hores de Montjuïc, amb Carles Rocamora (Bultaco)
- 1970: Victòria al GP d'Espanya de 50cc (Montjuïc, Derbi) i 4t classificat al Mundial de 50cc[9]
- 1973: Victòria a les 24 Hores de Montjuïc, amb Benjamí Grau (Ducati)
- 1975: Victòria a les 24 Hores de Montjuïc, amb Benjamí Grau (Ducati)

#### Resum: Resultats al Mundial de motociclisme
Barem de puntuació de 1950 a 1968:
| Posició | 1 | 2 | 3 | 4 | 5 | 6 |
| Punts   | 8 | 6 | 4 | 3 | 2 | 1 |

Barem de puntuació de 1969 a 1987:
| Posició | 1  | 2  | 3  | 4 | 5 | 6 | 7 | 8 | 9 | 10 |
| Punts   | 15 | 12 | 10 | 8 | 6 | 5 | 4 | 3 | 2 | 1  |

(Ids. Grans Premis | Llegenda) (Curses en negreta indiquen pole; curses en  itàlica indiquen volta ràpida)
| Any  | Categoria | Equip   | 1     | 2     | 3     | 4     | 5     | 6     | 7     | 8     | 9     | 10    | 11    | 12    | Punts | Lloc | Victòries |
| ---- | --------- | ------- | ----- | ----- | ----- | ----- | ----- | ----- | ----- | ----- | ----- | ----- | ----- | ----- | ----- | ---- | --------- |
| 1968 | 125cc     | Bultaco | BDR - | ESP 1 | IOM - | DTT 4 | BEL - | DDR - | CSR - | FIN - | ULS - | NAT - |       |       | 11    | 5è   | 1         |
| 1970 | 50cc      | Derbi   | BDR 4 | FRA 6 | YUG 8 | IOM - | DTT 3 | BEL 4 | DDR - | CSR 3 | FIN - | ULS 2 | NAT 8 | ESP 1 | 63    | 4t   | 1         |

### Automobilisme
- 1969: Campió Copa Renault 8 TS
- 1972: Campió Fórmula 1430
- Campionat d'Espanya de ral·lis:
  - 1972: Campió d'Espanya
  - 1973: 4t
  - 1974: 6è
  - 1975: 3r
  - 1976: 5è
  - 1977: 3r
- 1979: Campió d'Espanya de turismes en circuits (Grup 2)
- 1986: Victòria en Camions 10T i tercer absolut al Ral·li Dakar